# Khâm sứ Trung Kỳ

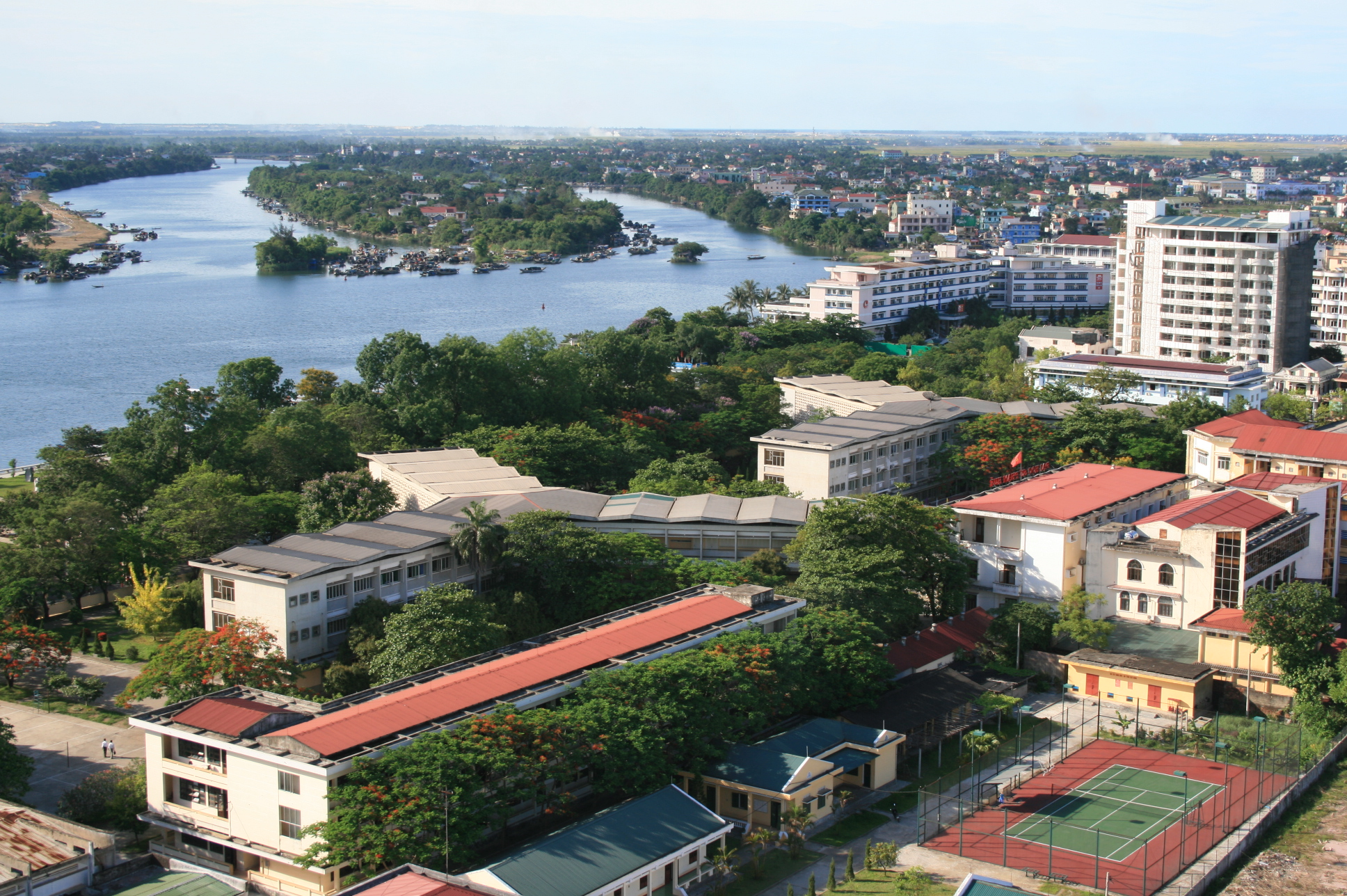
Địa điểm Tòa Khâm sứ Trung Kỳ bên bờ sông Hương, nay là Trường Đại học Sư phạm Huế

Khâm sứ Trung Kỳ (tiếng Pháp: Résident supérieur de l'Annam) là viên chức người Pháp đại diện cho chính quyền bảo hộ ở Trung Kỳ dưới thời Pháp thuộc. Trên danh nghĩa viên chức này không nắm quyền nội trị nhưng thực chất là khâm sứ Trung Kỳ điều hành việc cai trị.

## Lịch sử

### Trú sứ Trung Kỳ và Tổng sứ Trung Kỳ - Bắc Kỳ
Chiếu theo Hòa ước Giáp Tuất 1874 thì Pháp được quyền bổ nhiệm một công sứ (trú sứ) (résident) ở Huế. Hòa ước Quý Mùi 1883 khoản 5 quy định thêm rõ quyền lực của viên đại diện Pháp, nay đổi là Tổng Công sứ (hay Tổng Trú sứ, gọi tắt là Tổng sứ) Bắc Kỳ và Trung Kỳ (résident général de l'Annam et du Tonkin), sẽ được ra vào yết kiến vua nhà Nguyễn cùng lãnh việc ngoại giao. Viên chức này được lập hành dinh trong Hoàng thành Huế và có đội vệ binh riêng. Viên Tổng sứ đầu tiên là Paul Rheinart.

### Khâm sứ Trung Kỳ
Năm 1886, một năm trước khi Pháp thành lập Liên bang Đông Dương, hai chức vụ công sứ riêng ở Trung Kỳ và Bắc Kỳ được lập ra, còn chức vụ Tổng Công sứ Lưỡng Kỳ dần được bãi bỏ sau đó. Ở Bắc Kỳ lập ra chức vụ Thống sứ Bắc Kỳ (Résident supérieur du Tonkin). Còn ở Trung Kỳ có chức vụ Khâm sứ Trung Kỳ (Résident supérieur de l'Annam).
Tuy khu vực địa lý phụ thuộc viên Khâm sứ thu nhỏ lại nhưng quyền hạn lại tăng lên vì năm 1897 khi Hội đồng Phụ chính bị bãi bỏ thì Khâm sứ có đặc quyền thay vua nhà Nguyễn chủ tọa Viện Cơ mật. Thành phần Viện Cơ mật là tập hợp sáu vị thượng thư của Lục bộ, nên còn gọi là Hội đồng thượng thư. Sự việc này ghép viên chức người Pháp trực tiếp vào cơ cấu hành chính của Triều đình Huế và hợp thức hóa việc cai trị của người Pháp trong ngành lập pháp. Hơn nữa những chỉ dụ của vua kể từ đó cũng phải có sự xác nhận của viên khâm sứ mới được thi hành. Triều đình nhà Nguyễn từ đó mất thực quyền cả lập pháp lẫn hành pháp.
Sang năm 1898 triều Thành Thái, chính quyền Liên bang Đông Dương đoạt lấy quyền tài chính và quản trị tài sản của triều đình Huế nên tòa Khâm sứ Trung Kỳ là cơ quan trả lương cho nhà vua. Vua nhà Nguyễn kể từ đấy chỉ là một công chức của chính quyền Bảo hộ.
Khâm sứ Trung Kỳ còn điều hành các công sứ Pháp ở các tỉnh từ Thanh Hóa đến Bình Thuận.
Đối với Liên bang Đông Dương, Khâm sứ Trung Kỳ là một thành viên của Hội đồng Tối cao (Conseil supérieur) trợ lực cho Toàn quyền Đông Dương.

### Địa vị Khâm sứ
Trong số những viên khâm sứ nhiều quyền thế là Jean E Charles, người được vua Khải Định giao việc giám hộ Thái tử Vĩnh Thụy khi sang Pháp du học rồi sau đó lại có phần trong việc xếp đặt Thái tử gặp gỡ cô Nguyễn Thị Lan mà sau này được nạp phi làm Nam Phương Hoàng hậu.
Khi vua Bảo Đại lên ngôi thì bổ Ngô Đình Diệm làm thượng thư bộ Lại với ý định canh tân triều chính. Ngô Đình Diệm đòi bãi bỏ hai chức thống sứ Bắc Kỳ và khâm sứ Trung Kỳ mà chỉ đặt một đại diện người Pháp mà thôi hầu thu hồi quyền lực của triều đình đúng với tinh thần Hòa ước Giáp Thân 1884. Việc này người Pháp không tán đồng và Ngô Đình Diệm từ chức.
Chức vị khâm sứ Trung Kỳ tồn tại đến Chiến tranh thế giới thứ hai thì Quân đội Đế quốc Nhật Bản chiếm đóng Đông Dương, loại bỏ người Pháp.

## Trụ sở làm việc
Toà Khâm sứ Trung Kỳ (còn được gọi là Tòa Khâm) được khởi công xây dựng vào mùa hạ, tháng 4 năm 1876 (Tự Đức 28), và hoàn thành vào tháng 7 năm 1878. Sau khi xây dựng và đặt xong bộ máy cai trị, Toà Khâm sứ Trung kỳ trở thành thủ phủ của chế độ thực dân Pháp ở Trung kỳ, chi phối toàn bộ hoạt động của nhà nước phong kiến triều Nguyễn.
Tại đây, tháng 4 năm 1908 đã diễn ra cuộc biểu tình đòi giảm sưu giảm thuế của nhân dân Thừa Thiên Huế.
Hành dinh của tòa Khâm sứ Trung Kỳ đặt ở phường Phú Hội, tả ngạn sông Hương sát cầu Trường Tiền nay là Trường Đại học Sư phạm Huế.
Năm 2007 chính quyền địa phương tỉnh Thừa Thiên công nhận giá trị lịch sử của di tích tòa Khâm sứ và có nghị định bảo vệ di tích này.

## Danh sách Tổng sứ và Khâm sứ Trung Kỳ
| Tổng sứ Bắc Kỳ và Trung Kỳ             |                                           |
| Tên                                    | Thời gian tại nhiệm                       |
| Pierre Paul Rheinart (lâm thời)        | 11 tháng 6 1884 - tháng 10 1884           |
| Victor-Gabriel Lemaire                 | tháng 10 1884 - 31 tháng 5 1885           |
| Philippe-Marie-Henri Roussel de Courcy | 31 tháng 5 1885 - Tháng Giêng 1886        |
| Paul Bert                              | 18 tháng 4 1886 - 11 tháng 11 1886        |
| Alexandre Vial (tạm thời)              | tháng 11 1886 - Tháng Giêng 1887          |
| Paul Louis Georges Bihouard            | 30 Tháng Giêng 1887 - 23 Tháng Giêng 1888 |
| Étienne Antoine Guillaume Richaud      | 1888                                      |
| Pierre Paul Rheinart                   | tháng 11 1888 - 9 tháng 5 1889            |

| Khâm sứ Trung Kỳ                         |                                 |
| Tên                                      | Thời gian tại nhiệm             |
| Charles Dillon                           | 1886 - 1888                     |
| Séraphin Hector                          | 1888 - 1889                     |
| Léon Jean Laurent Chevassieux            | 1889                            |
| Séraphin Hector                          | 1889 - 1891                     |
| Ernest Albert Brière                     | 1891 - 1897                     |
| Jean Calixte Alexis Auvergne             | 1897 - 1898                     |
| Léon Jules Pol Boulloche                 | tháng 3 1898 - 1900             |
| Jean Calixte Alexis Auvergne             | 9 tháng 5 1901 - 1904           |
| Jean-Ernest Moulié                       | 1904 - 1906                     |
| Fernand Lévecque                         | 1906 - 1908                     |
| Élie Jean-Henri Groleau                  | 1908 - 1910                     |
| Henri Victor Sestier                     | 1910 - 1912                     |
| Georges Marie Joseph Mahé                | 1912 - 1913                     |
| Jean François Eugène Charles             | 1913 - 1920                     |
| Général Pierre Pasquier                  | 1920 - 1927                     |
| Jules Fries                              | 1927 - 1928                     |
| Aristide Eugène Le Fol                   | 1928 - 1931                     |
| Yves Charles Châtel                      | 1931 - 1934                     |
| Maurice Fernand Graffeuil                | 1934 - 1940                     |
| Émile Louis François Grandjean           | 1940 - tháng 3 1945             |
| Masayuki Yokoyama (thời Nhật chiếm đóng) | tháng 3, 1945 - 1945            |
| Jean Sainteny                            | 22 tháng 8 1945 - tháng 12 1946 |
| Chanson                                  | 1948 - 31 tháng 7 1951          |
| Raoul Salan                              | 1 tháng 8 1951 - tháng 4 1952   |
| Georges Émile Le Blanc                   | 1953 - ?                        |
| Gabriel-Louis-Marie Bourgund             | ?                               |